# Tarascon-sur-Ariège
Tarascon-sur-Ariège ist eine französische Gemeinde mit 3.060 Einwohnern (Stand 1. Januar 2022) im Département Ariège in der Region Okzitanien. Administrativ ist sie dem Arrondissement Foix zugeteilt.

## Geographie
Die Gemeinde Tarascon-sur-Ariège liegt in den Pyrenäen, rund 13 Kilometer südöstlich von Foix, an der Mündung des Vicdessos in die Ariège. An der nördlichen Gemeindegrenze mündet auch das Flüsschen Courbière. Nachbargemeinden von Tarascon-sur-Ariège sind Arignac im Norden, Bompas im Nordosten, Arnave im Osten, Ussat im Südosten, Niaux im Süden, Quié und Rabat-les-Trois-Seigneurs im Westen und Surba im Nordwesten.

## Bevölkerungsentwicklung
| Jahr      | 1968 | 1975 | 1982 | 1990 | 1999 | 2006 | 2019 |
| Einwohner | 3952 | 4197 | 3916 | 3533 | 3446 | 3489 | 3024 |

## Sehenswürdigkeiten
- Kapelle Notre-Dame de Sabart
- In Tarascon-sur-Ariège befindet sich das Freilichtmuseum Parc pyrénéen de l’art préhistorique (Pyrenäenpark für Prähistorische Kunst).

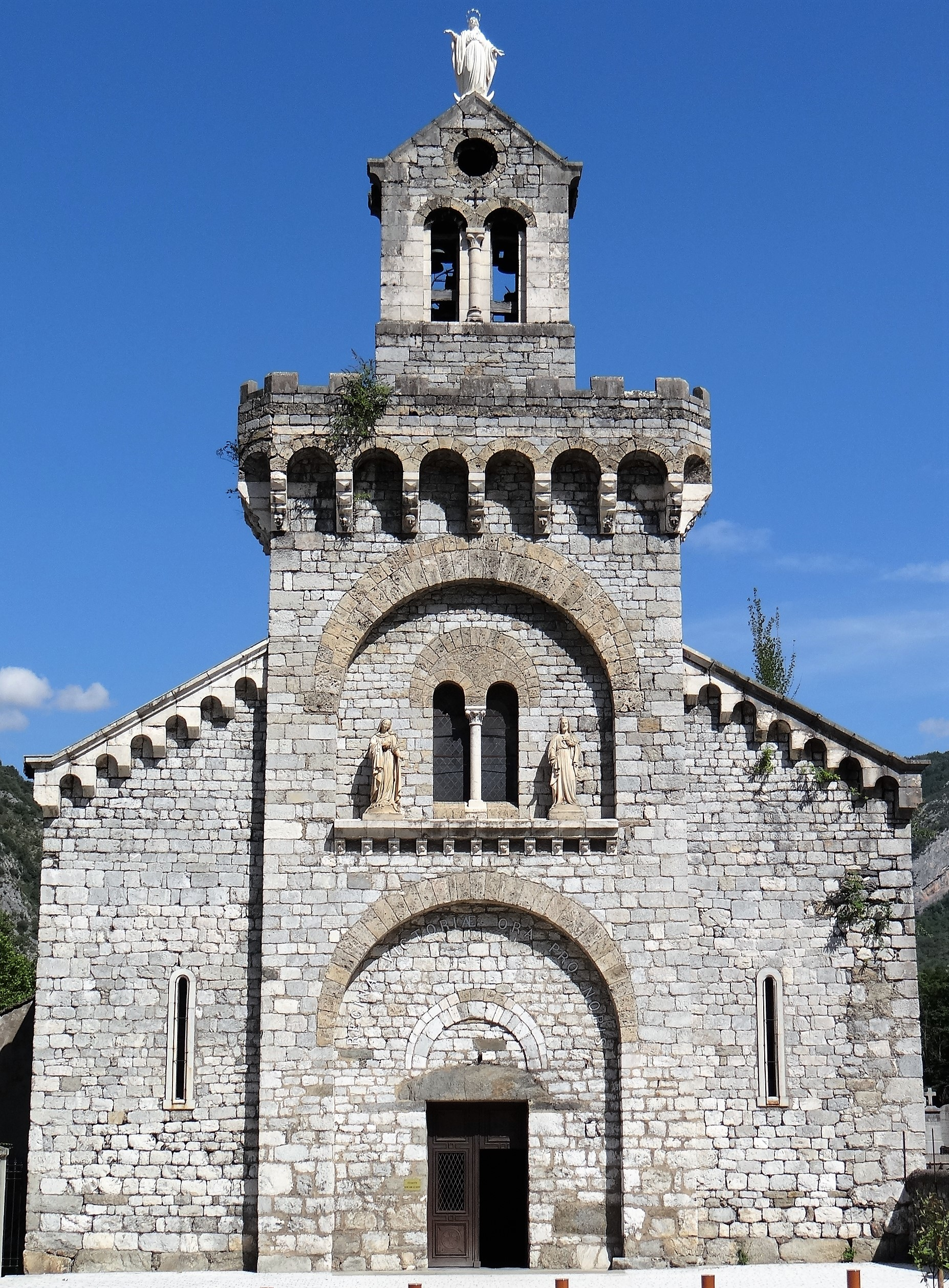
Kapelle Notre-Dame de Sabart
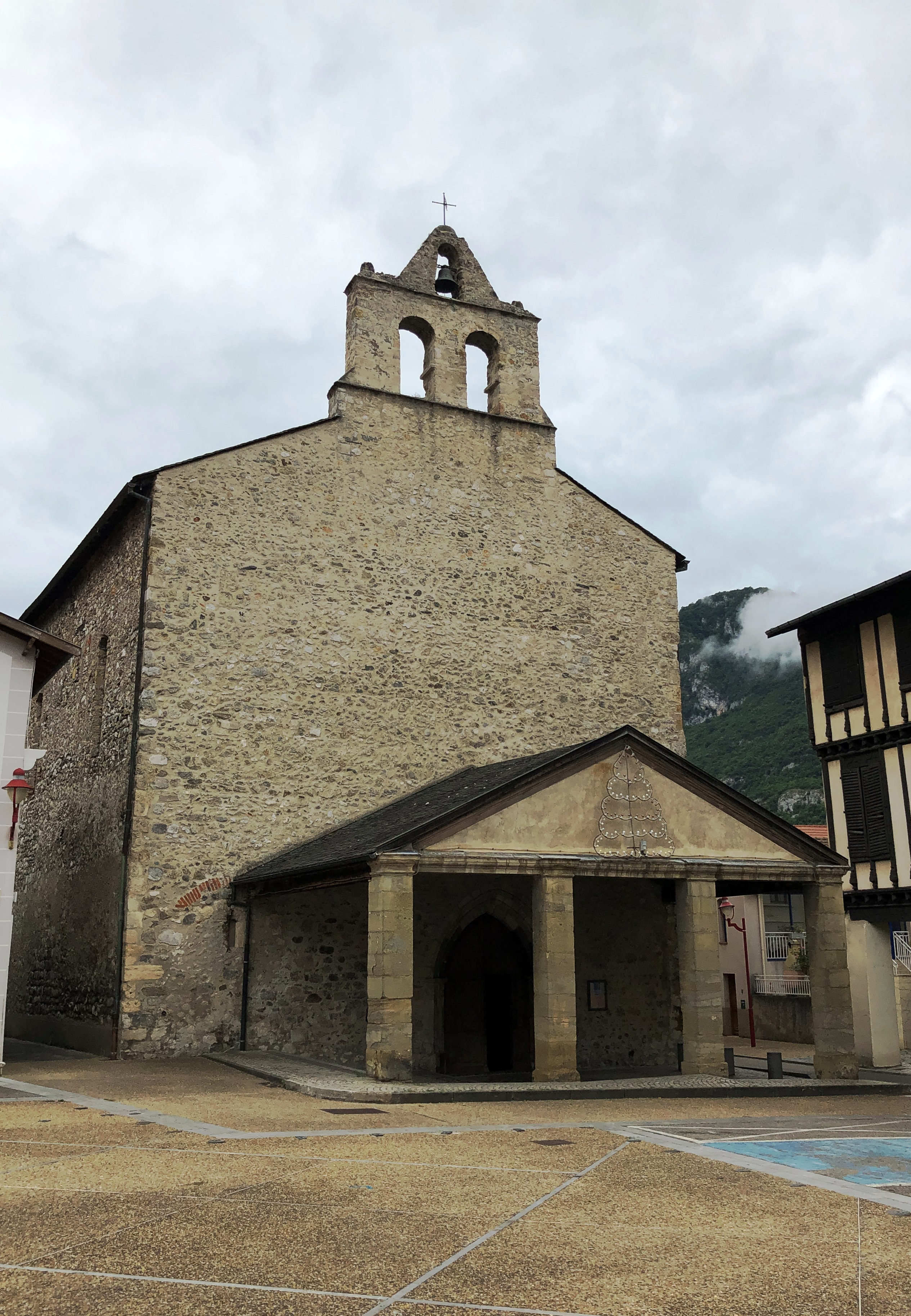
Kirche Notre-Dame-de-la-Daurade
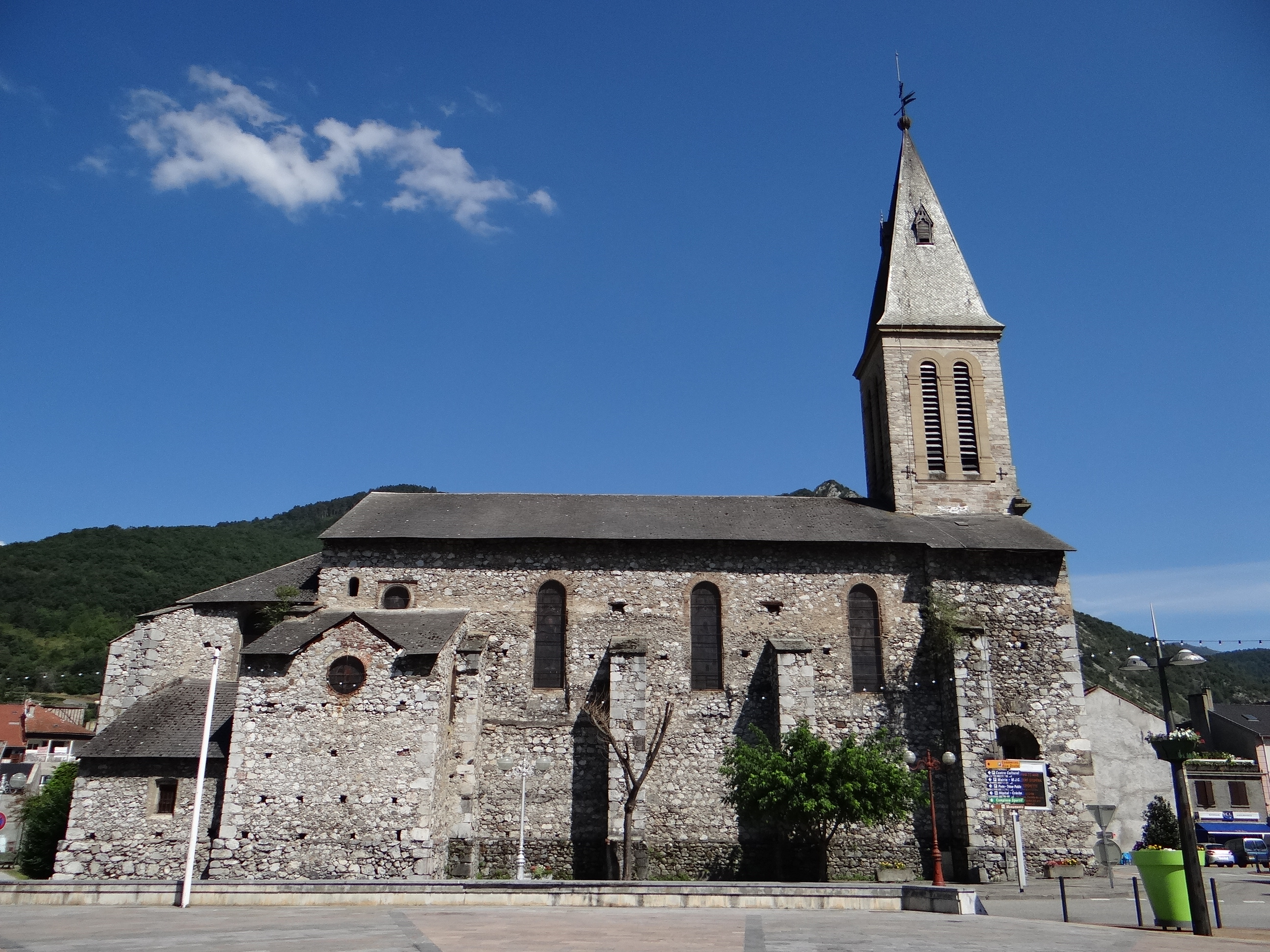
Kirche Sainte-Quitterie
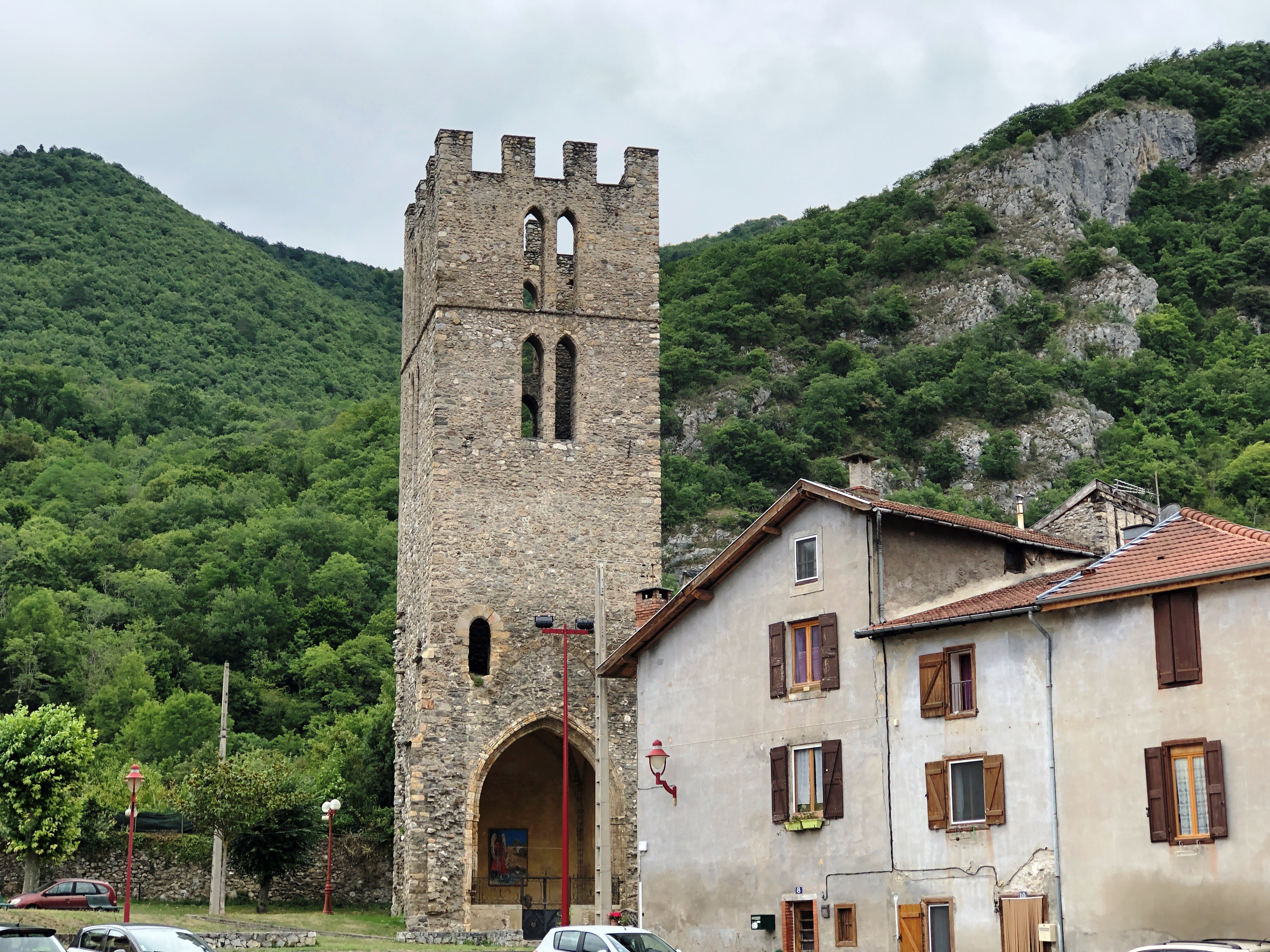
Turm Saint-Michel
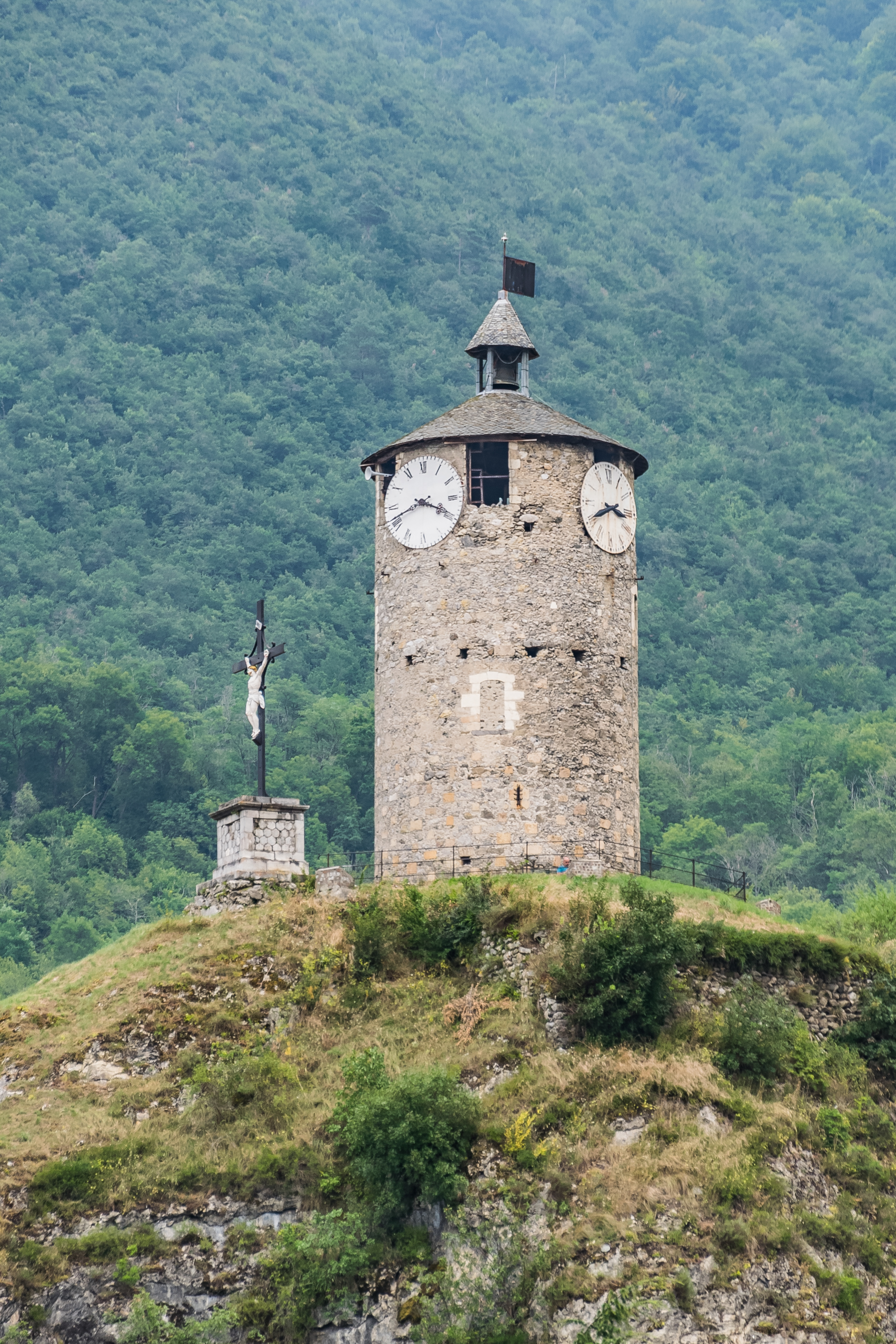
Turm Le Castélla

## Partnergemeinden
- Berga, Katalonien, Spanien
- Monção, Portugal

## Persönlichkeiten
- Richard Canal (* 1953), Schriftsteller und Informatiker
- Adolphe Garrigou (1802–1893), Industrieller, Journalist, Politiker und Schriftsteller, der sich auf dem Gebiet der Archäologie besonders hervorgetan hat.